# Vierpuntkruiper
De vierpuntkruiper (Harpalus laevipes) is een keversoort uit de familie van de loopkevers (Carabidae). De wetenschappelijke naam van de soort werd in 1828 gepubliceerd door Johan Wilhelm Zetterstedt.